# آي تي في
آي تي في (بالإنجليزية: itv)‏ أو التلفزيون المستقل (المعروفة عموما باسم محطات التلفزيون المستقلة فحسب بل في محطات التلفزيون المستقلة الشبكة أو القناة 3) هي خدمة عامة شبكة التلفزيون التجاري البريطاني ، الذي انشئ بموجب سلطة التلفزيون المستقلة (ايتا) توفير المنافسة لهيئة الإذاعة البريطانية. محطات التلفزيون المستقلة هي أقدم التجارية التلفزيونية في المملكة المتحدة. منذ عام 1990 وقانون البث عام 1990 ، اسمها القانوني كانت القناة 3 ، العدد 3) ، وقد لا معنى حقيقي غير تمييزه عن مواعيد التلفزة، والقناة 4. وقبل هذا، كانت القناة ليست لها صفة قانونيه شاملة الاسم واسم القناة 3 حتى الآن نادرا ما استخدمت خارج سياق قانوني أو على الشاشة. محطات التلفزيون المستقلة ان تكون متميزه عن محطات التلفزيون المستقلة المحدودة، وهي الشركة التي نتجت عن اندماج غرناطة المحدودة وشركة الاتصالات كارلتون في عام 2004 والتي تمتلك كل من القناة 3 رخص البث.